# 祖皓
祖皓（？—550年），范阳郡逎县（今河北省保定市涞水县）人，南梁官员，祖冲之的孙子，祖暅之的儿子。
祖皓志氣慷慨，有文才武略。年少時繼承了家族的算術曆法之术。大同年間擔任江都縣令，後來拜授廣陵郡太守。侯景攻陷毫城時，祖皓在城中，于是逃回長江之西。百姓感激他政绩，将他藏起來。廣陵人来嶷便勸祖皓説：“叛賊罪惡滔天，正是義士發憤、志士捐軀之時。府君兩代承蒙皇恩，又得不到賊黨的寬容。現在逃亡在民間，知情者很多，十分危險。董紹先雖是侯景的心腹，輕率无謀，刚攻下州城，人心未附。現在如果糾合義勇之士，立即可以得到二三百人。我打算擁戴府君，剿除凶徒，遠近仗義士，自然會來投奔。如果勝利，可以建立齊桓公、晋文公之勋。如果事出意外，百世之後，還是梁室的忠臣。”祖皓同意了。于是请勇士耿光等一百多人攻殺了侯景部下的兖州刺史董紹先，推舉前太子舍人蕭勔擔任刺史，交結东魏作後援。向遠近馳告檄文，準備討伐侯景。侯景當天就率領侯子鑒等人來攻。廣陵城被攻陷，祖皓被抓起來，绑上他，箭射滿了全身，然後車裂示众。城里無論老幼，都被活埋射杀。